# Jefferson County (Jefferson-Territorium)
Der Jefferson County war ein County des außerhalb des US-Gesetzes liegenden Jefferson-Territoriums, das vom 28. November 1859 bis zum 28. Februar 1861 bestand.

## Geschichte
Im Juli 1858 wurde Gold entlang des South Platte Rivers im Arapahoe County, Kansas-Territorium entdeckt. Diese Entdeckung löste den Pikes Peak Goldrausch aus. Viele Anwohner im Bergbaugebiet fühlten sich getrennt von den fernen territorialen Regierungen von Kansas und Nebraska, so dass sie am 24. Oktober 1859 dafür stimmten das eigene Jefferson-Territorium zu bilden. In den folgenden Monaten stimmte die General Assembly des Jefferson-Territoriums 12 Counties zu organisieren: Arrappahoe County, Cheyenne County, El Paso County, Fountain County, Heele County, Jackson County, Jefferson County, Mountain County, North County, Park County, Saratoga County und St. Vrain County. Der Jefferson County wurde zu Ehren von Thomas Jefferson benannt. Golden City fungierte als Kreisstadt von Jefferson County und als territoriale Hauptstadt vom 13. November 1860 bis zum 6. Juni 1861. Der County umfasste vieles von dem, was heute Jefferson County, Colorado ist.
Das Jefferson-Territorium erhielt niemals bundesstaatliche Unterstützung. Am 28. Februar 1861 unterzeichnete US-Präsident James Buchanan unterzeichnete ein Gesetz, mit dem das Colorado-Territorium organisiert wurde. Am 1. November 1861 organisierte die Colorado General Assembly 17 Counties, einschließlich des Jefferson County, für das neue Colorado-Territorium.

## County-Territorium
Nach historischen Aufzeichnungen bedeckte der Jefferson County ein Gebiet, das durch den South Platte River im Osten, den 40. Breitengrad im Norden, den Bear Creek im Süden und 10 Meilen westlich des Bear Creek im Westen begrenzt wurde. Der County umfasste somit ein Territorium des heutigen Jefferson County, Adams County, Denver County, Boulder County, Clear Creek County und Gilpin County. Die Townsite von Highland am Ostrand längs der South Platte lag außerhalb seiner Grenze. Die Grenzen des Countys waren im Abschnitt 10 des General Acts of the Territory of Jefferson festgelegt.

## Kreisstadt
Die Jefferson Territorial Legislative bestimmte nach einer langen Debatte Arapahoe City zu Kreisstadt (County Seat) von Jefferson County. Allerdings war bei der Entscheidungsfindung die Stadt schon verlassen worden, so dass Wahlen abgehalten wurden, welche Stadt es werden sollte. Am 2. Januar 1860 wurde die nahe gelegene Stadt Golden neue Kreisstadt, da sie mehr Wählerstimmen als die restlichen Gemeinden im County abbekam sowie auf Grund der Tatsache, dass sie die bevölkerungsreichste Stadt war. Gemäß dem Western Mountaineer (Zeitung), der alle County-Wahlen enthielt, war Arapahoe City ihr einziger existierender Rivale. Zur gleichen Zeit führten 22 Wähler aus Golden City für die Stadt Baden, einer Paper Townsite, einen Protest gegen die Regierung. Nach einer zweiten Wahl am 2. Juli 1860 wurde Golden City endgültig Kreisstadt.

## Gemeinden
Die Gemeinden im Jefferson County umfassten vier errichtete Städte und andere Gebietssiedlungen. Die erste Stadt war Arapahoe City, die 1858 entlang des Clear Creek östlich der North Table Mountain errichtet wurde. Die zweite und bevölkerungsreichste Stadt war Golden City. Die anderen Städte waren Mt. Vernon und Golden Gate City. Sie lagen nahe den Canyonzugängen. Andere besiedelte Gebiete waren Bergens Ranch und Hendersons Island. 1861 wurde Baden-Baden offiziell als Apex besiedelt. Von den Städten im Jefferson County besteht einzig noch Golden bis heute. Alle anderen Gemeinden außer Arapahoe City und Apex waren 1859 besiedelt.

## Wahlen und gewählte Beamte
Der erste Beamte, der ein Amt in Jefferson County innehatte, war J.T. McWhirt, der im Dezember 1859 durch den Gouverneur Robert W. Steele zum vorsitzenden Richter des Jefferson County ernannt wurde. Als die ersten Wahlen am 2. Januar 1860 abgehalten wurden, präsentierten Ortsansässige den Miners Ticket von favorisierten einheimischen Kandidaten, einschließlich McWhirt als vorsitzenden Richter, Theodore Perry Boyd und Asa Smith als Associate Justices, Walter Pollard für den Posten des Sheriffs, Eli Carter als Recorder, Harry Gunnell als Clerk County Court, Daniel L. McCleery als Assessor, George B. Allen als Schatzmeister, J.F. Rhodes als County Attorney und Golden City als Kreisstadt. Der Ticket gewann die Wahl. Die zweite Wahl im County fand am 2. Juli 1860 statt und wurde von Golden City als permanente Kreisstadt gestaltet. Die dritte und letzte Wahl im Jefferson County fand am 22. Oktober 1860 statt. Sie wurde abgehalten, da zwei verstorbene Beamte ersetzt werden mussten, E.W. McIlhany wurde neuer Sheriff und John F. Kirby neuer Recorder.

## Sezession und "Ni Wot County"
Da das Jefferson-Territorium außerhalb des US-Gesetzes fungierte, wurden einige lebhafte Diskussionen zu Jefferson Countys Legitimität geführt und Anfang 1861 stimmten die Bürger von Junction, Mt. Vernon und dem Bezirk Bergen zu sich abzuspalten. Sie bildeten ihren eigenen außerhalb des US-Gesetzes fungierten Ni Wot County. Dies führte dazu, dass Gouverneur Steele und andere Loyalisten, die bei Mt. Vernon lebten, sich ebenfalls von diesen County abspalteten und eine richtige Stadt bei Apex schufen, wohin sie Jefferson Territorial Ämter hin verlagerten. All diese Umstände wurden nur am Rande durch die Rocky Mountain News bekannt, da zur gleichen Zeit woanders in den Vereinigten Staaten die Sezessionsaktivitäten voll im Gange waren.

## County Auflösung
Als das Colorado-Territorium 1861 organisiert wurde, legten sowohl das Jefferson County als auch das rebellische Ni Wot County ihre Differenzen und fügten sich der Bundesregierung, welche sie wiedervereinigte zum heutigen Jefferson County, Colorado.